# مينامياماشيرو (كيوتو)
مينامياماشيرو (بالكانجي: 南山城村 مينامياماشيرو مورا) هي قرية تقع في منطقة سوراكو في محافظة كيوتو في اليابان.
وقد بلغ تقدير التعداد السكاني 3468 نسمة في عام 2008. كما تبلغ مساحة المنطقة 64،21 كم².

## روابط خارجية
وسائط ذات صلة بمينامياماشيرو، كيوتو في موقع ويكيميديا كومنز
موقع القرية الرسمي (بالياباني)